# Morti nel 1967/Maggio
| Questa pagina contiene informazioni ricavate automaticamente dalle voci biografiche con l'ausilio del template Bio e di un bot. L'aggiornamento è periodico e automatico e ricostruisce completamente la pagina. Se manca una persona in questa lista, sei pregato di non aggiungerla, ma accertati piuttosto che la sua voce biografica contenga il template Bio e che i dati anagrafici siano correttamente compilati. Se il template Bio manca, inseriscilo tu stesso o, in alternativa, metti l'avviso {{tmp\|Bio}} che ne segnala la mancanza. Se i dati riportati sono sbagliati, correggi direttamente la voce biografica; le modifiche saranno visibili in questa lista entro pochi giorni. Per chiarimenti vedi il progetto biografie. La lista contiene solo le 82 persone che sono citate nell'enciclopedia e per le quali è stato implementato correttamente il template Bio. Pagina aggiornata al 3 mar 2024. |

- 1º maggio - Lucien Girier, generale e aviatore francese (n. 1890)
- 1º maggio - Luigi Mazzini, generale italiano (n. 1883)
- 2 maggio - Robert Daniel Carmichael, matematico statunitense (n. 1879)
- 2 maggio - Jean Picy, calciatore francese (n. 1893)
- 2 maggio - Giorgio Roletto, geografo italiano (n. 1885)
- 3 maggio - Hans Orlowski, pittore e incisore tedesco (n. 1894)
- 5 maggio - Owen Thomas Jones, geologo gallese (n. 1878)
- 5 maggio - Théodore Ruyssen, filosofo e pacifista francese (n. 1868)
- 5 maggio - Eugenio Staccione, calciatore italiano (n. 1909)
- 5 maggio - Frances Gillespy Wickes, psicologa e scrittrice statunitense (n. 1875)
- 6 maggio - Ludwig Hilberseimer, architetto e urbanista tedesco (n. 1885)
- 6 maggio - Zhou Zuoren, scrittore cinese (n. 1885)
- 6 maggio - Vittorio Zoppi, diplomatico italiano (n. 1898)
- 7 maggio - Anne Bauchens, montatrice statunitense (n. 1882)
- 7 maggio - Judith Evelyn, attrice statunitense (n. 1909)
- 7 maggio - Giuseppe Merlin, sollevatore italiano (n. 1891)
- 7 maggio - Remigio Vigliero, generale e partigiano italiano (n. 1895)
- 7 maggio - Erik Wallerius, velista svedese (n. 1878)
- 8 maggio - Alcide Bezzati, calciatore italiano (n. 1907)
- 8 maggio - John King Davis, navigatore e esploratore britannico (n. 1884)
- 8 maggio - Barbara Payton, attrice e modella statunitense (n. 1927)
- 8 maggio - Elmer Rice, regista, scrittore e drammaturgo statunitense (n. 1892)
- 9 maggio - Wallace Carlson, regista statunitense (n. 1894)
- 9 maggio - Oskar Hergt, politico e avvocato tedesco (n. 1869)
- 10 maggio - Lorenzo Bandini, pilota automobilistico italiano (n. 1935)
- 10 maggio - Enrico Mauri, presbitero italiano (n. 1883)
- 11 maggio - Arturo Cronia, linguista italiano (n. 1896)
- 11 maggio - David Galula, militare e scrittore francese (n. 1919)
- 11 maggio - Filippo Guerrieri, politico italiano (n. 1891)
- 11 maggio - Hans Latscha, rugbista a 15 tedesco (n. 1881)
- 11 maggio - Alfonso Rojo de la Vega, allenatore di pallacanestro, allenatore di calcio e dirigente sportivo messicano (n. 1895)
- 11 maggio - Nando Tamberlani, attore, scenografo e regista italiano (n. 1896)
- 12 maggio - Simone Cerdan, attrice e cantante francese (n. 1897)
- 12 maggio - John Masefield, poeta e scrittore inglese (n. 1878)
- 12 maggio - Vincenzo Savini, politico italiano (n. 1893)
- 12 maggio - Willi Winkler, calciatore tedesco (n. 1903)
- 14 maggio - Fausto Acke, ginnasta e discobolo italiano (n. 1897)
- 14 maggio - Renzo De Vecchi, calciatore e allenatore di calcio italiano (n. 1894)
- 14 maggio - Osvaldo Moles, giornalista, conduttore radiofonico e paroliere brasiliano (n. 1913)
- 14 maggio - Ernst Thommen, dirigente sportivo svizzero (n. 1899)
- 14 maggio - James Tinling, regista statunitense (n. 1889)
- 15 maggio - Rudolf Buchfelder, pallanuotista austriaco (n. 1884)
- 15 maggio - Paolo Giovanni Crida, pittore italiano (n. 1886)
- 15 maggio - Edward Hopper, pittore e illustratore statunitense (n. 1882)
- 15 maggio - Italo Mus, pittore italiano (n. 1892)
- 17 maggio - Paul E. Burns, attore statunitense (n. 1881)
- 17 maggio - Péter Palotás, calciatore ungherese (n. 1929)
- 18 maggio - Andy Clyde, attore statunitense (n. 1892)
- 18 maggio - Maurice Norland, mezzofondista francese (n. 1901)
- 19 maggio - Elmo Hope, pianista, compositore e arrangiatore statunitense (n. 1923)
- 19 maggio - Dušan Milošević, calciatore, nuotatore e velocista serbo (n. 1894)
- 20 maggio - Angelo Barile, poeta italiano (n. 1888)
- 21 maggio - Rexhep Mitrovica, politico albanese (n. 1887)
- 21 maggio - Pietro Vassena, inventore e imprenditore italiano (n. 1897)
- 22 maggio - Aleksej Aleksandrovič Balandin, chimico sovietico (n. 1898)
- 22 maggio - Andrej Vladimirovič Frolov, regista cinematografico sovietico (n. 1909)
- 22 maggio - Willie Hall, calciatore inglese (n. 1912)
- 22 maggio - Langston Hughes, poeta, scrittore e drammaturgo statunitense (n. 1901)
- 22 maggio - Josip Plemelj, matematico sloveno (n. 1873)
- 23 maggio - Philip Coolidge, attore statunitense (n. 1908)
- 23 maggio - Rocco Cristiano, direttore di banda italiano (n. 1884)
- 23 maggio - Cino Del Duca, imprenditore, editore e produttore cinematografico italiano (n. 1899)
- 23 maggio - Santi Galimberti, politico italiano (n. 1892)
- 23 maggio - Peter Hansen, generale tedesco (n. 1896)
- 23 maggio - Ernst Niekisch, politico e scrittore tedesco (n. 1889)
- 23 maggio - Giacinto Rovella, politico italiano (n. 1893)
- 24 maggio - Géza Lakatos, generale e politico ungherese (n. 1890)
- 25 maggio - Giovanni Battista Bosio, arcivescovo cattolico italiano (n. 1892)
- 25 maggio - Luis Hurtado, attore spagnolo (n. 1898)
- 25 maggio - Pietro Sigismondi, arcivescovo cattolico italiano (n. 1908)
- 26 maggio - George E. Stone, attore polacco (n. 1903)
- 26 maggio - Gideon Ståhlberg, scacchista svedese (n. 1908)
- 27 maggio - Tilly Edinger, paleontologa tedesca (n. 1897)
- 27 maggio - Paul Henckels, attore tedesco (n. 1885)
- 28 maggio - Félix Pozo, calciatore francese (n. 1899)
- 29 maggio - George Atkinson, calciatore inglese (n. 1893)
- 29 maggio - Raffaele Leone, politico italiano (n. 1909)
- 29 maggio - Otto Löble, calciatore tedesco (n. 1888)
- 29 maggio - Georg Wilhelm Pabst, regista, sceneggiatore e produttore cinematografico austriaco (n. 1885)
- 30 maggio - Alfred Brinckmann, scacchista tedesco (n. 1891)
- 30 maggio - Claude Rains, attore britannico (n. 1889)
- 31 maggio - Billy Strayhorn, arrangiatore, compositore e pianista statunitense (n. 1915)